# Michael Kenna
Michael Kenna (* 20. November 1953 in Widnes, Cheshire, England) ist ein britischer Landschaftsfotograf.

## Leben
Der 1953 geborene Michael Kenna zählt zu den Landschaftsfotografen. Die meist schwarzweißen Fotografien besitzen einen meditativen, poetischen Charakter. Seine Studien an der Banbury School of Art und dem London College of Printing schloss er 1976 mit Auszeichnung ab. 1977 ging er nach San Francisco, wo er acht Jahre lang für Ruth Bernhard arbeitete, die für ihn zu einem maßgeblichen Einfluss wurde. Von ihr lernte er viel über den kreativen Umgang mit dem Negativ (Negativfilm). Dessen Manipulation ist für ihn ein wesentliches Handwerkszeug zur Interpretation des Abgebildeten durch den Fotografen. Einer digitalen Veränderung der Bilder steht er aber eher kritisch gegenüber, da er befürchtet, dass sie die Verbindung des Fotografen zur Realität unterbricht. Zu seinen wichtigsten Werken gehören so verschiedene Arbeiten wie Fotoserien über deutsche Konzentrationslager als auch Studien japanischer Landschaften.

## Zitat
„Nichts ist jemals zweimal gleich, alles verschwindet für immer — jedoch besitzt jeder Moment unendlich viele fotografische Möglichkeiten.“

## Publikationen
- Forms of Japan. München : Prestel, 2015